# 總部

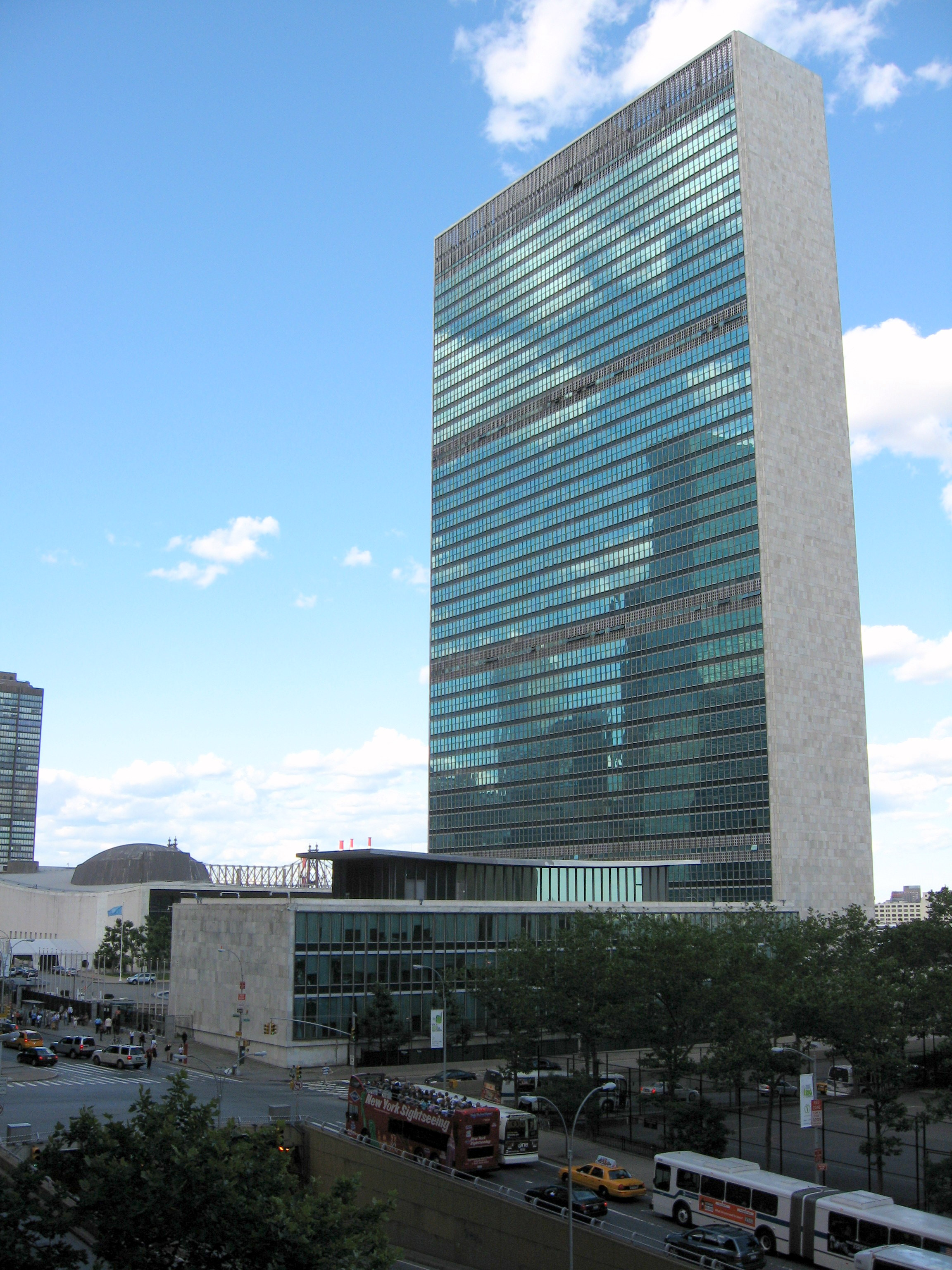
位於紐約市的聯合國總部大樓

總部是一个組織的總辦公室、董事會或高層開會的地方，是指揮企業運作的中心辦公室。軍隊的總部又名司令部或指揮部，例如五角大廈是美國國防部總部。
一家商業公司總部選址的考慮因素包括租金和交通配套；規模較大的機構（如跨國企業）則可能選擇將總部設於某城市中心商業區内的甲級寫字樓（甚至地標建築物）。地下組織的總部，例如清末時期的同盟會，選址則相反，首選是不明顯的地方，不容易給破獲，甚至是游擊戰，不固定。
同一企業，在總部以外開設經營的Branch，都稱為分公司，包括商店、寫字樓及貨倉等。
另一種分公司解釋則是於總公司下或企業總部下的其他國家所開設的公司都可稱為分公司或企業分總部。